# Ranavalona I
Ranavalona I Okrutna (ur. ok. 1788, zm. 15 sierpnia 1861 w Antananarywie) – władczyni królestwa Imerina. 
Małżonka Radamy I. Objęła rządy po jego śmierci, brutalnie rozprawiając się z rywalami do tronu. Podczas przewrotu oparła swoje rządy o arystokrację Merina i armię. W czasie swych rządów znacznie ograniczyła wpływy europejskie. Wygnała misjonarzy i prześladowała chrześcijan. W 1838 r. podczas negocjacji z Anglikami zażądała, aby prowadzili handel wyłącznie w wyznaczonych przez nią portach pod pełną kontrolą madagaskarskich urzędników. Nałożone restrykcje spowodowały wycofanie się Anglików i Francuzów, którzy w akcie zemsty zbombardowali miasto portowe Tamatave. Port został ponownie otwarty dla handlu w 1853 r. Dzięki pomocy Francuza Jeana Laborde’a uruchomiła na wyspie produkcję broni palnej, cementu i tkanin.
W 1857 r. wykryła tajne porozumienie pomiędzy swoim synem Radamą II a Francuzami, przewidujące objęcie Imeriny protektoratem Francji. Wskutek wykrytego spisku wygnała z wyspy Europejczyków i okrutnie rozprawiła się z około tysiącem własnych poddanych podejrzanych o udział w nim.